# 荻原耐
荻原 耐（おぎわら たい）は、日本の映画監督、脚本家、映画プロデューサー。「萩原 耐」（はぎわら たい）は誤記である。詩人・ドイツ文学者から映画界に転向した人物である。石川県出身、京都帝国大学文学科独文学卒。

## 人物・来歴
1900年（明治33年）前後に生まれる。
京都帝国大学（現：京都大学）在学中の1925年（大正14年）9月、『響宴』を創刊する。園頼三（1891年 - 1973年）、林久男（1882年 - 1934年）、河盛好蔵（1902年 - 2000年）、矢野峰人（1893年 - 1988年）、太宰施門（1889年 - 1974年）、成瀬無極（1885年 - 1958年）らが創刊号に詩等を寄せている。同誌にはほかにも、阿部六郎（1904年 - 1957年）、山本修二（1894年 - 1976年）、片山孤村（1879年 - 1933年）らが寄稿し、荻原も詩や小説を掲載し、編集後記を書いていた。浜岡達郎（浜岡光哲の子）を偲び1928年（昭和3年）に発行された『浜岡達郎遺稿集』に追悼文『達郞兄へ』を寄せている。大学時代の同級生に、佐藤通次（1901年 - 1990年）、杉山産七らがいた。通学は常に和服と袴姿だったが、マンドリン演奏会のときだけ学生服を着用した。
1926年に卒業後、大阪高等学校 (旧制)の教師を経て、同志社でドイツ語の講師を務め、『同志社百年史』の記録にも残っているが、映画界に転向する。教え子によると教師時代は生徒のほうを全く向くことなく授業を行なったという。
1932年（昭和7年）、松竹蒲田撮影所に入社、清水宏に師事する。1935年（昭和10年）3月7日に公開された『東京の英雄』（監督清水宏）でセカンド助監督を務めて以降、作品歴が途切れる。
1937年（昭和11年）10月5日に発行された『毎日年鑑』（毎日新聞社）によれば、当時は東京市世田谷区喜多見町100番地（現在の東京都同区成城）にあったピー・シー・エル映画製作所の製作部製作課に所属しており、同課にはほかに矢倉茂雄、瀧村和男（同部企画課長兼務）、武山政信、田村道美、氷室徹平がいた。同部演出課には、木村荘十二、山本嘉次郎、矢倉茂雄（製作課兼務）、成瀬巳喜男、岡田敬、伏見修、村山知義、瀧澤英輔、大谷俊夫、山中貞雄、渡邊邦男、松井稔がおり、荻原は山本嘉次郎、松井稔、大谷俊夫、岡田敬の監督作を製作した記録が残っている。同社が同年9月10日に合併して東宝映画を形成し、同社の撮影所が東宝映画東京撮影所（現在の東宝スタジオ）となった後も、継続的に入社した。引き続きプロデューサーとして、矢倉茂雄、山本薩夫の作品を製作したのち、1938年（昭和13年）1月21日に公開された『人生競馬』で映画監督としてデビューした。同年5月11日に公開された監督第2作『新柳桜』の後、翌1939年（昭和14年）8月10日に公開された矢倉茂雄監督の『江見家の手帖』にシナリオを提供したのを最後に、東宝文化映画部に異動、ドキュメンタリー映画に転向した。
当時の東宝文化映画部は、製作部長に村治夫、演出課に荻原のほか野田真吉、撮影課に石川東橘、三木茂、玉井正夫、岩淵喜一、吉野馨治、藤田英次郎らが加わった時代であった。1941年（昭和16年）に製作された『村の学校図書館』のシナリオは、同年4月に発行された『新兒童文化』第2号（有光社）に掲載された。
1943年（昭和18年）1月8日に公開された『恙虫記』が、記録に残る荻原の最後の監督作である。山本嘉次郎の回想によれば、荻原は同年、山本の元を訪れ「東宝をやめ、日映の特派員となって、比島に行く」と言ったという。日映こと日本映画社は、東宝文化映画部等の各社文化映画部門を戦時統合したものであるが、いずれにしても特派員として比島（フィリピン諸島）へ行くという荻原に対し、山本は「強く反対した」が、荻原は「そういう死に直面したところで、自分の力を試して見たい」と述べたという。
白井茂の回想によれば、荻原は日映がマニラに置いた支局に属し、1945年（昭和20年）ころ、撮影技師の今村秀夫と組み、撃兵団の要請によって戦闘記録撮影のためさらに南方へ向かったという。その後、現地で召集を受け、敗戦後にマニラで捕虜となり餓死。通訳をしていた俳優のヘンリー大川が臨終に立ち会った。満40歳代の没。

## フィルモグラフィ
クレジットは全て何かしかのスタッフとして、である。公開日の右側には監督を含む職名、および東京国立近代美術館フィルムセンター (NFC)、マツダ映画社所蔵等の上映用プリントの現存状況についても記す。同センター等に所蔵されていないものは、特に1940年代以前の作品についてはほぼ現存しないフィルムである。資料によってタイトルの異なるものは併記した。

### 松竹蒲田撮影所
すべて製作は「松竹蒲田撮影所」、配給は「松竹キネマ」、特筆以外はサイレント映画である。
- 『七つの海 後篇 貞操篇』：監督清水宏、原作牧逸馬、脚本野田高梧、主演川崎弘子、1932年2月11日公開 - 佐藤武・沼波勇夫（沼波功雄）・永富映次郎とともに監督補助（サード）、81分尺で現存（NFC所蔵[6]）
- 『泣き濡れた春の女よ』：監督清水宏、原作本間俊、脚本陶山密、主演大日方傳、トーキー、1933年5月11日公開 - 佐藤武・沼波功雄・佐々木康とともに監督補助（サード）、96分尺で現存（NFC所蔵[6]）
- 『港の日本娘』：監督清水宏、原作北林透馬、脚本陶山密、主演及川道子、1933年6月1日公開 - 佐藤武・沼波功雄・佐々木康とともに監督補助（サード）、78分尺で現存（NFC所蔵[6]）
- 『東洋の母』：総監督清水宏、原作・脚本蒲田脚本部、主演岩田祐吉・吉川満子、トーキー、1934年2月1日公開 - 石川和雄・佐々木康・佐藤武・沼波功雄・恒吉忠康と共同で監督
- 『金環蝕』：監督清水宏、原作久米正雄、脚本荒田正男、主演藤井貢、サウンド版、1934年11月1日公開 - 沼波功雄・松井稔・佐々木康とともに監督補助（セカンド）、97分尺で現存（NFC所蔵[6]）
- 『東京の英雄』：監督清水宏、原作源尊彦、脚本荒田正男、主演岩田祐吉・吉川満子、サウンド版、1935年3月7日公開 - 沼波功雄・松井稔・大庭秀雄とともに監督補助（セカンド）、64分尺で現存（NFC所蔵[6]）

### P.C.L.映画製作所
すべて製作は「ピー・シー・エル映画製作所」、配給は「東宝映画」、以降すべてトーキーである。
- 『エノケンのちゃっきり金太 前篇 第一話 まゝよ三度笠の巻・第二話 行きはよいよいの巻』：原作・脚本・監督山本嘉次郎、主演榎本健一、1937年7月11日公開 - 製作、『エノケンのちゃっきり金太』題で72分尺で現存（NFC所蔵[6]）
- 『エノケンのちゃっきり金太 後篇 第三話 帰りは怖いの巻・第四話 まてば日和の巻』：原作・脚本・監督山本嘉次郎、主演榎本健一、1937年8月1日公開 - 製作、同上[6]
- 『南風の丘』：監督松井稔、原作・脚本古賀文二、主演高田稔・高峰秀子、1937年8月25日公開 - 製作、現存（衛星劇場放映[22]）
- 『楽園の合唱』：監督大谷俊夫、脚本八住利雄・阪田英一、主演神田千鶴子・藤井貢、1937年9月1日公開 - 製作、現存（衛星劇場放映[23]）
- 『俺は誰だ』：監督・脚本岡田敬、主演横山エンタツ・花菱アチャコ、製作P.C.L.映画製作所・吉本興業、1937年9月14日公開 - 製作

### 東宝映画東京撮影所
特筆以外製作は「東宝映画東京撮影所」である。
- 『雷親爺』：監督矢倉茂雄、脚本伊馬鵜平・阪田英一、主演徳川夢声、製作東宝映画京都撮影所、1937年12月8日公開 - 製作
- 『母の曲 前篇』：監督山本薩夫、原作吉屋信子、脚本木村千依男・八住利雄、主演岡譲二・英百合子、1937年12月11日公開 - 製作、前後篇91分尺で現存（NFC所蔵[24]）
- 『母の曲 後篇』：監督山本薩夫、原作吉屋信子、脚本木村千依男・八住利雄、主演岡譲二・英百合子、1937年12月21日公開 - 製作、同上[24]
- 『人生競馬』：製作氷室徹平、原作菊池寛、脚本谷口千吉・江口又吉、主演岡譲二・江戸川蘭子、1938年1月21日公開 - 監督、現存
- 『新柳桜』（『新柳櫻』[5]）：製作滝村和男、原作久米正雄、共同脚本上坂新、主演霧立のぼる、1938年5月11日公開 - 脚本・監督、現存
- 『江見家の手帖』：製作富岡厚雄、監督矢倉茂雄、原作乾信一郎、主演徳川夢声・英百合子、1939年8月10日公開 - 脚本のみ、現存（衛星劇場放映[25]）

### 東宝文化映画部
すべて製作は「東宝文化映画部」、すべてドキュメンタリー映画である。
- 『眼の科学』：1939年製作・公開 - 演出[1]
- 『山小鉄』：撮影福田三郎、解説北澤彪、配給東宝映画、1940年5月1日公開 - 演出
- 『百錬日本刀』：撮影玉井正夫、解説北澤彪、配給東宝映画、1940年5月1日公開 - 演出、12分尺で現存（NFC所蔵[26]）
- 『少年飛行兵』：1940年9月19日公開 - 演出[1]
- 『室生寺』：撮影玉井正夫、配給東宝映画、1940年ころ製作・公開 - 演出
- 『村の学校図書館』：1941年製作・公開 - 脚本・演出[1][17]
- 『伸びゆけヨイコドモ』：撮影北義雄、解説村岡花子、配給東宝映画、1942年2月18日公開 - 演出
- 『恙虫記』：脚本楠田清、撮影白井茂、解説徳川夢声、配給映画配給社、1943年1月8日公開 - 演出